# (4241) Pappalardo
Pour les articles homonymes, voir Pappalardo.
(4241) Pappalardo est un astéroïde de la ceinture principale.

## Description
(4241) Pappalardo est un astéroïde de la ceinture principale. Il fut découvert le 2 mars 1981 à Siding Spring par Schelte J. Bus. Il présente une orbite caractérisée par un demi-grand axe de 2,95 UA, une excentricité de 0,07 et une inclinaison de 1,0° par rapport à l'écliptique.

## Compléments